# Ủy ban Thẩm phán Tòa án nhân dân cấp tỉnh (Việt Nam)
Ủy ban Thẩm phán Tòa án nhân dân tỉnh, thành phố trực thuộc trung ương ở Việt Nam gồm có Chánh án, Phó Chánh án và một số Thẩm phán. Số lượng thành viên của Ủy ban Thẩm phán do Chánh án Tòa án nhân dân tối cao Việt Nam quyết định theo đề nghị của Chánh án Tòa án nhân dân tỉnh, thành phố trực thuộc trung ương. Phiên họp Ủy ban Thẩm phán Tòa án nhân dân tỉnh, thành phố trực thuộc trung ương do Chánh án chủ trì.

## Nhiệm vụ và quyền hạn
Ủy ban Thẩm phán Tòa án nhân dân tỉnh, thành phố trực thuộc trung ương có nhiệm vụ, quyền hạn:
a) Thảo luận về việc thực hiện chương trình, kế hoạch công tác của Tòa án nhân dân tỉnh, thành phố trực thuộc trung ương;
b) Thảo luận báo cáo công tác của Chánh án Tòa án nhân dân tỉnh, thành phố trực thuộc trung ương với Tòa án nhân dân tối cao và Hội đồng nhân dân cùng cấp;
c) Tổng kết kinh nghiệm xét xử;
d) Thảo luận về kiến nghị của Chánh án Tòa án nhân dân tỉnh, thành phố trực thuộc trung ương đề nghị Chánh án Tòa án nhân dân cấp cao, Chánh án Tòa án nhân dân tối cao xem xét lại bản án, quyết định đã có hiệu lực pháp luật theo thủ tục giám đốc thẩm, tái thẩm theo yêu cầu của Chánh án.